# お兄ちゃんずるい
「お兄ちゃんずるい」（おにいちゃんずるい）は、1987年10月にNHKの『みんなのうた』で放送された曲。
作詞・作曲：古田喜昭、歌：北本敦也（当時東京少年少女合唱隊所属）。

## 概要
「ターちゃん」という幼児を主人公に、母が買ってくれたおもちゃを取り上げたり、ターちゃんがアニメを見ているとテレビのリモコンを隠したりと、自分勝手な「お兄ちゃん」を不満に思いながらも、「いいもん」と開き直り、「お兄ちゃん」よりもお兄ちゃんになって見返そうとする気持ちを歌った歌。
アニメは渡辺三千成が担当。映像では間奏部で、木に掛かったおもちゃの飛行機を「お兄ちゃん」が「ターちゃん」を持ちあげて取らせたり、コーダ部では、昼寝している「ターちゃん」にタオルケットをかぶせたりと、自分勝手な反面弟思いという「お兄ちゃん」の一面を見せた。
定時番組での再放送は23年後の2010年10月・11月のみだったが、2016年10月・11月に6年ぶりに再放送、また2022年2月には『天使の羽のマーチ』・『あなたが見える』・『メッセージ・ソング』と合わせて放送（テレビのみ）、本曲は『天使の羽のマーチ』・『あなたが見える』とメドレーで放送され、視聴者からの思い出のナレーションが添えられた。
この他2011年4月には「みんなのうた・スペシャル 1980’s セレクション」が放送され、この曲も番組内で放送された。なおいずれの再放送も両脇にサイドパネルを添えたが、歌手・映像製作者・歌詞の各テロップはニュープリント化はされなかった。